# Alaksandr Łuchwicz
Alaksandr Łuchwicz (biał. Аляксандр Лухвіч, ros. Александр Лухвич, Aleksandr Łuchwicz; ur. 21 lutego 1970) – białoruski piłkarz, grający na pozycji obrońcy, reprezentant Białorusi.
W reprezentacji Białorusi wystąpił 33 razy. Występował w klubach Dynama Mińsk, KAMAZ Nabierieżnyje Czełny, Urałan Elista, Torpedo Moskwa i FK Daryda.